# Димитър Бояджиев (композитор)
Вижте пояснителната страница за други личности с името Димитър Бояджиев.
Димитър Бояджиев е български композитор – аранжор.

## Биография
Роден е в Шумен през 1945 г. Завършва гимназия в Шумен. Започва да свири на кларинет в Първа политехническа гимназия „Лиляна Димитрова“. През 1963 г. завършва средното си образование. Учи в Естрадния факултет при Българска държавна консерватория (1967 – 1971), а през 1972 – 1977 г. специализира композиция и оркестрация при професорите Юрген Вилбранд, Волфрам Хайкинг, Валтер Айхелберг и Юрген Херман във висшето музикално училище „Ханс Айслер“ в Берлин.
Служи в ансамбъл „Армейска естрада“ в Сливен (1963 – 1965). След това е кларинетист за една година в Шуменския симфоничен оркестър. В периода 1966 – 1967 г. е музикален оформител в Шуменския драматичен театър „Васил Друмев“. По време на следването си работи с Петко Радев и Димитър Симеонов и се занимава по композиция с Емил Георгиев и Борис Карадимчев. Първите му авторски прояви в областта на поп музиката са свързани с аранжимента, а в края на 1960-те се появяват и първите му композиции. През 1970 г. големият танцов оркестър на Радио Берлин записва инструменталната му пиеса „Боряна“. До 1989 г. Димитър Бояджиев е постоянен сътрудник на Берлинското радио в редакцията „Забавна музика“, а от 1971 г. е постоянен сътрудник на Забавна редакция в БНР, както и на Биг бенда на БНР, и на диригентите Вили Казасян и Янко Миладинов.

## Творчество
Негови песни са изпълнявани от: Стефка Берова и Йордан Марчинков, Росица Ганева, Лили Иванова, М. Горанова, Стефка Оникян, Петя Буюклиева, Вили Кавалджиев, Катя Филипова, Ани Върбанова, Георги Минчев, Христо Кидиков, Петър Чернев, Доника Венкова, Борислав Грънчаров, Михаил Йончев, Маргарита Хранова, Диди Господинова, Боян Иванов, „Щурците“ „LZ“, „Стил“, „Сребърни звезди“, „Кукери“, „Трамвай №5“.
Много от песните му са издавани в сборници с поп музика на издателство „Музика“. Написал е над 80 песни, сред които превърнали се в шлагери: „Пламъци“, „Това е вечността“, „Влюбени“, „Песен в зелено“, „Край морето“, „Момичето с луничките“, Мой роден край" /Шуменския/, „Виргиния“, „Аз не мога“, „Ти добре помни“, „Падаща звезда“, „Някога някъде“, „Театрален случай“, „Монолог на един клоун“, „Жена на всички времена“, „Хей, Жулиета“, „SOS“, „Моряшка съдба“, „Старият шкаф“ и много други.
Написал е над 20 инструментални пиеси, филмова и инструментална музика, както и детски популярни песни. Почти всички песни и пиеси са записани в БНР, Radio Berlin, Radio Leipzig. Множество записи на грамофонни плочи, аудио касети, компакт дискове от фирмите „Балкантон“, „Gega New“, „Amiga“, „Мелодия“.